# Чини, Калберт
Калберт Натаниэль Чини (англ. Calbert Nathaniel Cheaney; родился 17 июля 1971 года, Эвансвилл, штат Индиана) — бывший американский профессиональный баскетболист и тренер, работающий помощником тренера в команде «Индиана Пэйсерс» Национальной баскетбольной ассоциации (НБА). В 1989-93 годах он выступал за команду «Индиана Хузерс» под руководством тренера Боба Найта. Чини трижды входил в мужскую баскетбольную всеамериканской сборной NCAA  и остается лучшим бомбардиром «Большой десятки» с 2 613 очками за карьеру.  

## Карьера игрока
Играл на позиции атакующего защитника и лёгкого форварда. Учился в Индианском университете в Блумингтоне, в 1993 году был выбран на драфте НБА под 6-м номером командой «Вашингтон Буллетс». Позже выступал за команды «Вашингтон Уизардс», «Бостон Селтикс», «Денвер Наггетс», «Юта Джаз» и «Голден Стэйт Уорриорз». Всего в НБА провёл 13 сезонов. В 1993 году Чини стал лауреатом Приза Нейсмита, Приза имени Оскара Робертсона, Приза имени Адольфа Раппа и Приза имени Джона Вудена, а также признавался баскетболистом года среди студентов по версии UPI, Sporting News, Associated Press и NABC. В том же году включался в 1-ю всеамериканскую сборную NCAA, а также признавался баскетболистом года среди студентов конференции Big Ten. Всего за карьеру в НБА сыграл 825 игр, в которых набрал 7826 очков (в среднем 9,5 за игру), сделал 2610 подборов, 1398 передач, 659 перехватов и 198 блок-шотов.
В 1990 году Чини стал в составе сборной США победителем чемпионата Америки по баскетболу среди юношей до 18 лет в Монтевидео. В 1991 году стал в составе сборной США чемпионом летней Универсиады в Шеффилде.

## Тренерская карьера
После завершения профессиональной карьеры игрока Чини работал ассистентом главного тренера в родном клубе «Голден Стэйт Уорриорз» (2009—2011). 21 августа 2013 года устроился на должность помощника Джима Креуса в студенческую команду «Сент-Луис Билликенс», выступающую в NCAA. В 2016 году Чини покинул команду «Сент-Луис Билликенс», когда Креус покинул пост главного тренера.

## Статистика

### Статистика в НБА
| Сезон                                                                                    | Команда      | Регулярный сезон | Регулярный сезон | Регулярный сезон | Регулярный сезон | Регулярный сезон | Регулярный сезон | Регулярный сезон | Регулярный сезон | Регулярный сезон | Регулярный сезон | Регулярный сезон | Серия плей-офф | Серия плей-офф | Серия плей-офф | Серия плей-офф | Серия плей-офф | Серия плей-офф | Серия плей-офф | Серия плей-офф | Серия плей-офф | Серия плей-офф | Серия плей-офф |
| Сезон                                                                                    | Команда      | GP               | GS               | MPG              | FG%              | 3P%              | FT%              | RPG              | APG              | SPG              | BPG              | PPG              | GP             | GS             | MPG            | FG%            | 3P%            | FT%            | RPG            | APG            | SPG            | BPG            | PPG            |
| ---------------------------------------------------------------------------------------- | ------------ | ---------------- | ---------------- | ---------------- | ---------------- | ---------------- | ---------------- | ---------------- | ---------------- | ---------------- | ---------------- | ---------------- | -------------- | -------------- | -------------- | -------------- | -------------- | -------------- | -------------- | -------------- | -------------- | -------------- | -------------- |
| 1993/94                                                                                  | Вашингтон    | 65               | 21               | 24,7             | 47,0             | 4,3              | 77,0             | 2,9              | 1,9              | 1,0              | 0,2              | 12,0             | Не участвовал  | Не участвовал  | Не участвовал  | Не участвовал  | Не участвовал  | Не участвовал  | Не участвовал  | Не участвовал  | Не участвовал  | Не участвовал  | Не участвовал  |
| 1994/95                                                                                  | Вашингтон    | 78               | 71               | 34,0             | 45,3             | 33,9             | 81,2             | 4,1              | 2,3              | 1,0              | 0,3              | 16,6             | Не участвовал  | Не участвовал  | Не участвовал  | Не участвовал  | Не участвовал  | Не участвовал  | Не участвовал  | Не участвовал  | Не участвовал  | Не участвовал  | Не участвовал  |
| 1995/96                                                                                  | Вашингтон    | 70               | 70               | 33,2             | 47,1             | 33,8             | 70,6             | 3,4              | 2,2              | 1,0              | 0,3              | 15,1             | Не участвовал  | Не участвовал  | Не участвовал  | Не участвовал  | Не участвовал  | Не участвовал  | Не участвовал  | Не участвовал  | Не участвовал  | Не участвовал  | Не участвовал  |
| 1996/97                                                                                  | Вашингтон    | 79               | 79               | 30,5             | 50,5             | 13,3             | 69,3             | 3,4              | 1,4              | 1,0              | 0,2              | 10,6             | 3              | 3              | 40,0           | 45,0           | 0,0            | 75,0           | 3,7            | 1,3            | 1,0            | 0,7            | 15,0           |
| 1997/98                                                                                  | Вашингтон    | 82               | 82               | 34,6             | 45,7             | 28,3             | 64,7             | 4,0              | 2,1              | 1,2              | 0,4              | 12,8             | Не участвовал  | Не участвовал  | Не участвовал  | Не участвовал  | Не участвовал  | Не участвовал  | Не участвовал  | Не участвовал  | Не участвовал  | Не участвовал  | Не участвовал  |
| 1998/99                                                                                  | Вашингтон    | 50               | 18               | 25,3             | 41,4             | 21,6             | 49,3             | 2,8              | 1,5              | 0,8              | 0,3              | 7,7              | Не участвовал  | Не участвовал  | Не участвовал  | Не участвовал  | Не участвовал  | Не участвовал  | Не участвовал  | Не участвовал  | Не участвовал  | Не участвовал  | Не участвовал  |
| 1999/00                                                                                  | Бостон       | 67               | 19               | 19,5             | 44,0             | 33,3             | 42,9             | 2,1              | 1,2              | 0,7              | 0,2              | 4,0              | Не участвовал  | Не участвовал  | Не участвовал  | Не участвовал  | Не участвовал  | Не участвовал  | Не участвовал  | Не участвовал  | Не участвовал  | Не участвовал  | Не участвовал  |
| 2000/01                                                                                  | Денвер       | 9                | 5                | 17,0             | 33,3             | -                | 50,0             | 2,2              | 1,0              | 0,4              | 0,2              | 2,3              | Не участвовал  | Не участвовал  | Не участвовал  | Не участвовал  | Не участвовал  | Не участвовал  | Не участвовал  | Не участвовал  | Не участвовал  | Не участвовал  | Не участвовал  |
| 2001/02                                                                                  | Денвер       | 68               | 46               | 24,0             | 48,1             | 0,0              | 68,7             | 3,5              | 1,6              | 0,5              | 0,3              | 7,3              | Не участвовал  | Не участвовал  | Не участвовал  | Не участвовал  | Не участвовал  | Не участвовал  | Не участвовал  | Не участвовал  | Не участвовал  | Не участвовал  | Не участвовал  |
| 2002/03                                                                                  | Юта          | 81               | 74               | 29,0             | 49,9             | 40,0             | 58,0             | 3,5              | 2,0              | 0,8              | 0,2              | 8,6              | 5              | 5              | 24,4           | 37,0           | -              | 50,0           | 1,4            | 1,6            | 0,4            | 0,2            | 4,4            |
| 2003/04                                                                                  | Голден Стэйт | 79               | 7                | 26,2             | 48,1             | 0,0              | 61,0             | 3,3              | 1,7              | 0,8              | 0,2              | 7,6              | Не участвовал  | Не участвовал  | Не участвовал  | Не участвовал  | Не участвовал  | Не участвовал  | Не участвовал  | Не участвовал  | Не участвовал  | Не участвовал  | Не участвовал  |
| 2004/05                                                                                  | Голден Стэйт | 55               | 5                | 17,3             | 42,6             | 0,0              | 64,9             | 2,3              | 1,2              | 0,3              | 0,3              | 4,5              | Не участвовал  | Не участвовал  | Не участвовал  | Не участвовал  | Не участвовал  | Не участвовал  | Не участвовал  | Не участвовал  | Не участвовал  | Не участвовал  | Не участвовал  |
| 2005/06                                                                                  | Голден Стэйт | 42               | 0                | 10,7             | 38,9             | 0,0              | 100,0            | 1,5              | 0,5              | 0,3              | 0,0              | 2,2              | Не участвовал  | Не участвовал  | Не участвовал  | Не участвовал  | Не участвовал  | Не участвовал  | Не участвовал  | Не участвовал  | Не участвовал  | Не участвовал  | Не участвовал  |
|                                                                                          | Всего        | 825              | 497              | 26,7             | 46,6             | 29,8             | 69,1             | 3,2              | 1,7              | 0,8              | 0,2              | 9,5              | 8              | 8              | 30,3           | 41,8           | 0,0            | 68,8           | 2,3            | 1,5            | 0,6            | 0,4            | 8,4            |
| Наведите курсор мыши на аббревиатуры в заголовке таблицы, чтобы прочесть их расшифровку. |              |                  |                  |                  |                  |                  |                  |                  |                  |                  |                  |                  |                |                |                |                |                |                |                |                |                |                |                |